# Sándor Havasi
Sándor Havasi (* 30. Oktober 1941 in Budapest; † 10. April 2005 ebenda) war ein ungarischer Fußballspieler.

## Karriere
Aus der Jugend von Ferencváros Budapest hervorgegangen, rückte Havasi zur Saison 1960/61 in die Erste Mannschaft auf und kam bis Spielzeitende 1965 in der Nemzeti Bajnokság, der höchsten Spielklasse im ungarischen Fußball, zum Einsatz.
Im Kalenderjahr 1966 gehörte er dem Ligakonkurrenten Salgótarjáni BTC an, bevor er nach Budapest zurückgekehrt ist. Von 1967 bis 1970, spielte er erneut für Ferencváros Budapest.
Während seiner Vereinszugehörigkeit gewann er viermal die ungarische Meisterschaft und einmal den Messestädte-Pokal. Bei der 5. Austragung 1962/63 bestritt er fünf, bei der 7. 1964/65 zwei, bei der 9. 1966/67 ein Spiel und bei der 10. Ausspielung 1967/68 alle zehn Spiele. Beim 1:0-Sieg am 23. Juni 1965 gegen Juventus Turin gehörte er nicht zur Finalmannschaft, kam jedoch zuvor im Erstrundenhinspiel beim 2:0-Sieg über Spartak Brno ZJŠ und im Zweitrundenhinspiel bei der 0:1-Niederlage beim Wiener Sport-Club zum Einsatz. 1968 bestritt er ab der 2. Runde alle zehn Spiele einschließlich der beiden Finalspiele gegen Leeds United, der den Pokalsieg bereits mit dem 1:0-Sieg im heimischen Elland-Road-Stadion am 7. August sicherstellte; das torlose Remis im Rückspiel am 11. September im Népstadion reichte dazu aus. Der Finaleinzug war ihm zu verdanken, da er mit seinem einzigen Tor im Wettbewerb, dem Treffer zum 2:2 in der 70. Minute im Halbfinalrückspiel gegen den FC Bologna, die Auswärtstorregel hinfällig werden ließ.

## Erfolge
- Messestädte-Pokal-Sieger 1965, -Finalist 1968
- Ungarischer Meister 1963, 1964, 1967, 1968